# Любаньский, Влодзимеж
Влодзи́меж Лео́нард Люба́ньский (пол. Włodzimierz Leonard Lubański; род. 28 февраля 1947, Гливице, Польская Народная Республика) — польский футболист, нападающий. Выступал в таких клубах, как «Гурник» (Забже), «Локерен», «Валансьен», «Кемпер Корнуай» и КРК «Мехелен». Также играл за национальную сборную Польши. Провёл в её составе 75 игр и забил 48 голов.
Лучший футболист в истории Польши по версии Польского футбольного союза. Чемпион Олимпийских игр 1972 года. Участник чемпионата мира 1978 года. В обществе почётных игроков сборной находится на 9-м месте. В декабре 1972 года в ознаменование 50-летия СССР Влодзимежу было присвоено звание заслуженного мастера спорта. Заслуженный мастер спорта Польши.
После завершения карьеры работал тренером. Возглавлял клубы «Кемпер Корнуай» и «Локерен».

## Клубная карьера
Уроженец Гливице начинал карьеру в клубе «Сосницы» (1957—1958). В 1962 году в возрасте 15 лет дебютировал в составе «Гурника» из Забже. Играл вместе с такими игроками, как Эрнест Поль и Стефан Флоренский. С клубом семь раз выиграл чемпионат Польши и шесть раз Кубок Польши, четырежды становился лучшим бомбардиром Польской Лиги. Дважды (1967, 1970) становился лучшим футболистом года, получив приз от газеты «Спорт» в 1972 году.
В 1970 году дошёл до финала Кубка Кубков, где в финале его «Гурник» уступил клубу «Манчестер Сити». В полуфинале до этого польский клуб сенсационно выбил «Рому», когда после счёта 3:3 (после дополнительного времени) поляки прошли дальше благодаря жеребьёвке. Любаньский с 7 мячами стал лучшим бомбардиром Кубка.
В 1975 году перешёл в «Локерен» из Бельгии, отыграв там 7 сезонов: 196 игр, 82 гола. В 1981 году дошёл до финала Кубка Бельгии, где уступил «Стандарду» из Льежа. В 1983 году перешёл во французский «Валансьен», где тренером был Эрвин Вильчек, его коллега по «Гурнику». В составе команды стал лучшим бомбардиром 2-й Лиги Франции. Завершил карьеру в клубе КРК «Мехелен» в 1986 году.

## Карьера в сборной
В 1961 году дебютировал в юниорской сборной. В составе старшей сборной впервые сыграл вместе с Зигфридом Шолтысиком 4 сентября 1963 года в Щецине против Норвегии, став самым юным дебютантом сборной Польши. Игра завершилась победой поляков 9:0. В составе сборной на Олимпиаде-1972 взял золото, был капитаном команды.
Мог сыграть на чемпионате мира 1974, но в отборочном матче против Англии был серьёзно травмирован Роем Макфарлендом. Травма колена вывела Влодзимежа из строя на 2 года. Впоследствии он писал, что Макфарленд не делал это умышленно. Травма колена стала следствием другой травмы, полученной в молодости. Сыграл на чемпионате мира в 1978 году, где Польша заняла 5-6-е места. Последний раз играл за сборную в 1980 году против Чехословакии. Проведя 75 игр, забил в последней игре 48-й гол, что стало рекордом страны. Достижение Любаньского по голам за сборную превысил только Роберт Левандовский в 2010-х годах.
В 1972 году Любаньский в рейтинге лучших игроков года по версии журнала France Football занял 7-е место. Дважды играл в матче звёзд, в том числе и в прощальном матче Льва Яшина. В 1978 году получил приз честной игры от ЮНЕСКО. В 2003 году был назван лучшим футболистом Польши за последние 50 лет.

## Достижения

### Командные
«Гурник» (Забже)
- Чемпион Польши (7): 1962/63, 1963/64, 1964/65, 1965/66, 1966/67, 1970/71, 1971/72
- Обладатель Кубка Польши (6): 1965, 1968, 1969, 1970, 1971, 1972
- Финалист Кубка обладателей кубков: 1970

Сборная Польши
- Олимпийский чемпион: 1972

### Личные
- Лучший бомбардир чемпионата Польши (4): 1965/66, 1966/67, 1967/68, 1968/69
- Лучший бомбардир Кубка обладателей кубков УЕФА (2): 1969/70, 1970/71
- Лучший бомбардир в истории «Гурника»: 228 голов
- Орден Возрождения Польши: 1997
- Орден Заслуг перед Республикой Польша: 2015
- Лучший футболист Польши за период 1954—2003 годов (юбилейный приз к 50-летию UEFA)

## Статистика выступлений
| Клуб             | Сезон            | Лига | Лига | Кубки | Кубки | Еврокубки | Еврокубки | Итого | Итого |
| Клуб             | Сезон            | Игры | Голы | Игры  | Голы  | Игры      | Голы      | Игры  | Голы  |
| ---------------- | ---------------- | ---- | ---- | ----- | ----- | --------- | --------- | ----- | ----- |
| Гурник (Забже)   | 1962/63          | 8    | 4    | 1     | 0     | 0         | 0         | 9     | 4     |
| Гурник (Забже)   | 1963/64          | 23   | 12   | 1     | 0     | 4         | 1         | 28    | 13    |
| Гурник (Забже)   | 1964/65          | 13   | 9    | 2     | 3     | 3         | 1         | 18    | 13    |
| Гурник (Забже)   | 1965/66          | 18   | 23   | 5     | 7     | 2         | 0         | 25    | 30    |
| Гурник (Забже)   | 1966/67          | 25   | 18   | 1     | 1     | 8         | 6         | 34    | 25    |
| Гурник (Забже)   | 1967/68          | 24   | 24   | 4     | 6     | 6         | 4         | 34    | 34    |
| Гурник (Забже)   | 1968/69          | 23   | 22   | 7     | 7     | 0         | 0         | 30    | 29    |
| Гурник (Забже)   | 1969/70          | 23   | 12   | 5     | 4     | 10        | 7         | 38    | 23    |
| Гурник (Забже)   | 1970/71          | 21   | 10   | 4     | 6     | 7         | 8         | 32    | 24    |
| Гурник (Забже)   | 1971/72          | 25   | 14   | 5     | 6     | 2         | 1         | 32    | 21    |
| Гурник (Забже)   | 1972/73          | 18   | 2    | 0     | 0     | 4         | 5         | 22    | 7     |
| Гурник (Забже)   | 1973/74          | 1    | 0    | 0     | 0     | 0         | 0         | 1     | 0     |
| Гурник (Забже)   | 1974/75          | 12   | 5    | 0     | 0     | 0         | 0         | 12    | 5     |
| Гурник (Забже)   | Итого            | 234  | 155  | 35    | 40    | 46        | 33        | 315   | 228   |
| Локерен          | 1975/76          | 34   | 17   | 2     | 2     | 0         | 0         | 36    | 19    |
| Локерен          | 1976/77          | 29   | 11   | 1     | 0     | 3         | 1         | 33    | 12    |
| Локерен          | 1977/78          | 31   | 15   | 6     | 3     | 0         | 0         | 37    | 18    |
| Локерен          | 1978/79          | 32   | 12   | 4     | 3     | 0         | 0         | 36    | 15    |
| Локерен          | 1979/80          | 28   | 15   | 2     | 0     | 0         | 0         | 30    | 15    |
| Локерен          | 1980/81          | 24   | 8    | 7     | 1     | 5         | 0         | 36    | 9     |
| Локерен          | 1981/82          | 18   | 4    | 3     | 2     | 1         | 0         | 22    | 6     |
| Локерен          | Итого            | 196  | 82   | 25    | 11    | 9         | 1         | 230   | 94    |
| Валансьен        | 1982/83          | 31   | 28   | 0     | 0     | -         | -         | 31    | 28    |
| Валансьен        | Итого            | 31   | 28   | 0     | 0     | 0         | 0         | 31    | 28    |
| Стад Кемпер      | 1983/84          | 33   | 7    | 1     | 1     | -         | -         | 34    | 8     |
| Стад Кемпер      | 1984/85          | 25   | 7    | 1     | 0     | -         | -         | 26    | 7     |
| Стад Кемпер      | Итого            | 58   | 14   | 2     | 1     | 0         | 0         | 60    | 15    |
| КРК Мехелен      | 1985/86          | 1    | 0    | 1     | 1     | -         | -         | 2     | 1     |
| КРК Мехелен      | Итого            | 1    | 0    | 1     | 1     | 0         | 0         | 2     | 1     |
| Всего за карьеру | Всего за карьеру | 520  | 279  | 63    | 53    | 55        | 34        | 638   | 366   |

## После завершения карьеры
Сейчас Влодзимеж Любаньский проживает в Бельгии. Окончив бельгийскую тренерскую школу, Любаньский получил тренерскую лицензию УЕФА и некоторое время работал в «Локерене». На данный момент он также является телекомментатором матчей сборной Польши. Близкий друг Ежи Энгеля, тренера, который руководил сборной на ЧМ-2002.

## Личная жизнь
- Женат на Гражине Любаньской. Есть двое детей: сын Михал, дочь Малгожата.
- Известен как коллекционер вин и как поклонник живописи Петра Михаловского.
- Знает шесть иностранных языков: английский, немецкий, французский, нидерландский, чешский и русский. На данный момент изучает сербский.
- О нём написаны две книги: книга Кшиштофа Выжиковского «Я, Любанський» и совместная работа с Пшемыславом Словиньским «Влодек Любаньский, легенда польского футбола».